# Elisabeth Grümmer
Elisabeth Grümmer, z domu Schilz (ur. 31 marca 1911 w Niederjeutz, zm. 6 listopada 1986 w Warendorf) – niemiecka śpiewaczka, sopran liryczny.

## Życiorys
Ukończyła szkołę dramatyczną w Meiningen, początkowo występowała jako aktorka teatralna. Następnie uczyła się śpiewu w Akwizgranie, gdzie w 1940 roku zadebiutowała na scenie jako śpiewaczka rolą w Parsifalu Richarda Wagnera. W latach 1942–1944 występowała w Duisburgu. Od 1946 roku związana była ze Städtische Oper w Berlinie. W 1951 roku debiutowała na deskach londyńskiego Covent Garden Theatre jako Ewa w Śpiewakach norymberskich. Występowała na czołowych scenach europejskich, odbyła tournées po krajach Ameryki Północnej i Południowej. Gościła na festiwalach operowych w Bayreuth, Salzburgu i Glyndebourne. W 1963 roku otrzymała tytuł Kammersängerin. W 1972 roku przeszła na emeryturę.
Od 1959 roku uczyła śpiewu w Musikhochschule w Berlinie, od 1970 roku prowadziła także mistrzowskie kursy w Lucernie. Poza rolami operowymi występowała też jako śpiewaczka koncertowa m.in. z repertuarem oratoryjnym. Zasłynęła jako wykonawczyni dzieł W.A. Mozarta, Richarda Wagnera i Richarda Straussa. Kreowała m.in. role Donny Anny w Don Giovannim, Królowej Nocy i Paminy w Czarodziejskim flecie, Fiordiligi w Così fan tutte, Elżbiety w Tannhäuserze, Elzy w Lohengrinie, Agaty w Wolnym strzelcu i Lizy w Damie pikowej. Dokonała licznych nagrań płytowych.